# Громоносец (пароход, 1830)
«Громоносец» — колёсный вооружённый пароход Черноморского флота Российской империи. 

## Описание парохода
Колёсный деревянный пароход, водоизмещением 518 тонн. Был построен из дубового и частично соснового леса. Длина парохода составляла 40,5 метра, ширина — 6,7 метра, осадка по сведениям из различных источников составляла от 3,12 до 3,2 метра. На пароходе были установлены две паровых машины завода Берда обшей мощностью 100 номинальные л. с.
Вооружение парохода состояло их четырех 18-фунтовых, четырех 12-фунтовых пушек и шести 24-фунтовых карронад.

## История
Пароход был заложен в Николаевском адмиралтействе 21 февраля 1829 года. Строительство вёл корабельный инженер И. Я. Осминин. После спуска на воду 26 октября 1830 года вошёл в состав Черноморского флота России в качестве вооружённого парохода.
В 1842 году пароход «Громоносец» был переоборудован под магазин, а в 1851 году разобран.